# هابيل سالازار
هابيل سالازار (بالإسبانية: Abel Salazar)‏ (و. 1917 – 1995 م) هو مخرج أفلام، ومنتج أفلام، وممثل أفلام، وممثل تلفزي، وكاتب سيناريو مكسيكي، ولد في مدينة مكسيكو، توفي في كويرنافاكا، عن عمر يناهز 78 عاماً، بسبب مرض آلزهايمر.

## وصلات خارجية
- هابيل سالازار على موقع IMDb (الإنجليزية)
- هابيل سالازار على موقع ألو سيني (الفرنسية)
- هابيل سالازار على موقع أول موفي (الإنجليزية)
- هابيل سالازار على موقع قاعدة بيانات الفيلم (الإنجليزية)
- هابيل سالازار على موقع كينوبويسك (الروسية)